# 子增一
子增一（天鸽座γ），又名CD-35 2612，HD 40494、SAO 196352、HR 2106，是天鸽座的一颗恒星，视星等为4.36，位于銀經241.23，銀緯-25.64，其B1900.0坐标为赤經5h 53m 59.4s，赤緯-35° -25.64′ 38″。